# Sergio Hernán Pérez de Arce Arriagada
Sergio Hernán Pérez de Arce Arriagada (Quillota, 26 agosto 1963) è un arcivescovo cattolico cileno, dal 16 maggio 2024 arcivescovo metropolita di Concepción.

## Biografia
È nato a Quillota il 26 agosto 1963, figlio minore di cinque fratelli di Mario Pérez de Arce e Norma Arriagada.
Ha completato gli studi primari e secondari a Viña del Mar. Successivamente, dopo aver studiato presso la Pontificia Università Cattolica del Cile, ha conseguito la laurea in teologia.

### Formazione e ministero sacerdotale
Nel 1982 è entrato nel postulato della Congregazione dei Sacri Cuori, emettendo la prima professione dei voti religiosi il 2 marzo 1985.
Ha ricevuto l'ordinazione sacerdotale il 15 dicembre 1990, nella chiesa dei Sacri Cuori di Valparaíso, dal vescovo Javier Prado Aránguiz.
È stato consigliere del centro di pastorale giovanile dei padri francesi. È stato anche cappellano della Fondazione Patronato Sagrados Corazones e rettore della chiesa dei Sacri Cuori di Valparaíso.
Ha ricoperto incarichi all'interno della sua congregazione, come formatore del postulato, consigliere provinciale e superiore.
È stato presidente della Conferenza dei religiosi del Cile dal 2011 al 2014 e membro del consiglio nazionale per la prevenzione degli abusi della Conferenza episcopale del Cile. Nel 2018 è subentrato come delegato provinciale per la ricezione delle denunce di abusi ed è stato nominato amministratore apostolico della diocesi di San Bartolomé de Chillán.

### Ministero episcopale
Il 5 febbraio 2020 papa Francesco lo ha nominato vescovo di Chillán. Ha ricevuto l'ordinazione episcopale l'11 luglio successivo da Alberto Ortega Martín, nunzio apostolico in Cile, co-consacranti Fernando Natalio Chomalí Garib, arcivescovo metropolita di Concepción e Galo Fernández Villaseca, vescovo ausiliare di Santiago del Cile.
Il 28 luglio 2021 è stato nominato segretario generale della Conferenza episcopale del Cile. 
Il 25 agosto 2022 ha compiuto la visita ad limina.
Il 16 maggio 2024 papa Francesco lo ha promosso arcivescovo metropolita di Concepción, succedendo a Fernando Natalio Chomalí Garib, precedentemente nominato arcivescovo metropolita di Santiago del Cile. Contemporaneamente ha assunto di diritto il ruolo di gran cancelliere dell'Universidad Católica De La Santísima Concepción.
Il 6 luglio successivo ha preso possesso dell'arcidiocesi.

## Genealogia episcopale
La genealogia episcopale è:
- Cardinale Scipione Rebiba
- Cardinale Giulio Antonio Santori
- Cardinale Girolamo Bernerio, O.P.
- Arcivescovo Galeazzo Sanvitale
- Cardinale Ludovico Ludovisi
- Cardinale Luigi Caetani
- Cardinale Ulderico Carpegna
- Cardinale Paluzzo Paluzzi Altieri degli Albertoni
- Papa Benedetto XIII
- Papa Benedetto XIV
- Papa Clemente XIII
- Cardinale Bernardino Giraud
- Cardinale Alessandro Mattei
- Cardinale Pietro Francesco Galleffi
- Cardinale Giacomo Filippo Fransoni
- Cardinale Antonio Saverio De Luca
- Arcivescovo Gregor Leonhard Andreas von Scherr, O.S.B.
- Arcivescovo Friedrich von Schreiber
- Arcivescovo Franz Joseph von Stein
- Arcivescovo Joseph von Schork
- Vescovo Ferdinand von Schlör
- Arcivescovo Johann Jakob von Hauck
- Vescovo Ludwig Sebastian
- Cardinale Joseph Wendel
- Arcivescovo Josef Schneider
- Vescovo Josef Stangl
- Papa Benedetto XVI
- Cardinale Pietro Parolin
- Arcivescovo Alberto Ortega Martín
- Arcivescovo Sergio Hernán Pérez de Arce Arriagada, SS.CC.